# Independenţa (Galaţi)
Independenţa é uma comuna romena localizada no distrito de Galaţi, na região de Moldávia. A comuna possui uma área de 59.31 km² e sua população era de 4776 habitantes segundo o censo de 2007.